# Eduard Hanslick
Eduard Hanslick (Prága, 1825. szeptember 11. – Baden, 1904. augusztus 6.) osztrák zenekritikus, zeneesztéta, aki mereven elutasította a „jövő zenéje” célkitűzéseit, illetve ennek képviselőit, Richard Wagnert és Liszt Ferencet. A Bécsi Egyetemen tartott történelem- és esztétika-előadásokat, első jelentős műve a zenei szépről (Vom Musikalisch-Schönen) jelent meg.  

## Élete
Hanslick apja Joseph Adolph Hanslick, prágai könyvtáros és esztétikatanár volt. Tizennyolc éves korában Václav Tomášeknél, Prága egyik legnevesebb zenészénél tanult zenét. Emellett jogot és bölcsészetet is tanult a Prágai Egyetemen, de tanulmányait 1849-ben Bécsben fejezte be. Amatőr zenei tanulmányai alapján zenei kritikákat jelentetett meg kisebb napilapokban, majd a Wiener Musik-Zeitungban is. Később a Neue Freie Presse zenekritikusa lett, ahol egészen visszavonulásáig dolgozott. Még tanulmányai idején, 1845-ben találkozott Richard Wagnerrel Marienbadban, aki látva a fiatalember lelkesedését, javasolta, hogy nézze meg a Tannhäuser drezdai előadását. Hanslick itt találkozott Robert Schumannal.
1854-ben írta meg első fontos művét, A zenei szépről (Vom Musikalisch-Schönen). 1856-tól az egyetemen történelem és esztétika (zeneesztétika) előadásokat tartott, 1870-től már mint egyetemi rendes tanár. Ekkoriban már megszűnt Wagner és zenéje iránti szimpátiája, és a Lohengrin bécsi bemutatójáról erősen negatív hangú kritikát írt. Wagner úgy reagált a kritikákra, hogy azokat egy anti-német, zsidó ember véleményének nevezte. Egyesek úgy vélték, hogy a zeneszerző a Mesterdalnokok kötekedő Beckmesserét egyenesen Hanslickről mintázta. 1862-ben megismerte Brahmsot, és legszűkebb baráti társaságához tartozott. Brahms neki dedikálta op. 39-es, tizenhat darabból álló négykezes zongorakeringő sorozatát. Tulajdonképpen már az 1850-es évek közepétől teljesen elfordult a „jövő zenéje” képviselőitől, Wagnertől és Liszttől, illetve ezek célkitűzéseitől, sokkal inkább a klasszicista zenei törekvéseket, a mozarti, beethoveni és schumanni hagyományokat tartotta követendőnek.
Hanslick gyakran vett részt zenei versenyek zsűrijében, a kultuszminisztériumban is volt megbízatása, és más adminisztratív jellegű feladatokat is ellátott. Visszavonulása után megírta emlékiratait, de a fontosabb zenei események kapcsán még egészen 1904-ben bekövetkezett haláláig kifejtette véleményét a Neue Freie Pressében.

## Zenei nézetei
Hanslickot általában úgy tartja nyilván az utókor, hogy általában kemény hangú kritikákat írt, és nézetei a konzervatív zenei ízlésnek feleltek meg. Élesen szembehelyezkedett a „jövő zenéje” képviselőivel, Liszttel és Wagnerrel, de még Verdivel kapcsolatban is erősen kritikus volt, egészen az Aida című operáig. Meglehetősen ironikus ugyanakkor, hogy A zenei szépről című munkáját 1854-ben éppen Liszt segítségével adta ki. Művében tagadta a zene érzelemábrázoló funkcióját, szembehelyezte a zeneszerző és a hallgató érzelmi világát, és arra mutatott rá, hogy ezek éles ellentétben is állhatnak egymással. Így Hanslick a programzene ötletét lehetetlen dolognak tartotta, szerinte a zene akkor értékes, ha mindenféle előzetes ismeret, azaz program ismerete nélkül is hallgatható, azaz abszolút zene. „A zene tartalma: hangzásban mozgó formák” – írta. Egyetlen érzelem kötődhet a zenéhez: a szép okozta öröm.
Hanslick kritikusi tevékenysége felöleli kora szinte teljes zenetörténetét. A már említetteken kívül többek között Schumann, Mendelssohn, Strauss, Puccini, Csajkovszkij, Brahms és sokan mások munkásságáról, illetve műveiről írt. Kritikái, elemzései a fentiek értelmében elfogultnak, néha egyenetlennek tűnnek, előfordult, hogy középszerű darabokért lelkesedett, az újjal szemben viszont érzéketlen volt. De – bármily meglepő – a régiek sem menekülhettek, nem értékelte különösebben például Bach és Palestrina műveit sem.
Hanslick több, később világsikert aratott művet is elítélt kritikáiban. Például Csajkovszkij Hegedűversenyének bécsi bemutatója után (a Filharmóniai Társaság Zenekara kíséretében Adolf Brodszkij játszotta a hegedűszólót) szokatlanul durván támadta a művet a Neue Freie Pressében: „Csajkovszkij orosz zeneszerző … ízléstelenül alkot. (…) Csupa vad, közönséges arcot látunk, durva káromkodást hallunk és a pálinka bűzét érezzük…”. Nem értékelte Goldmark Károly munkásságát sem, a világsikert arató Sába királynőjéről is gúnyos beszámolót írt az újságban.
Érdekes viszont, hogy az általában dühösen elutasított Wagner Nibelung gyűrűjéről nem egyértelműen elítélő, inkább amolyan fele-fele kritikát írt: „Wagner képzeletének teremtő ereje, döbbenetes hangszerelési tudása és a sok zenei szépség varázslatos erővel hatja át A Nibelung gyűrűjét, amelynek mindannyian önként és hálásan adjuk át magunkat. Azonban az egyedi, mintegy a rendszer háta mögött besurranó szépségek nem tudják megakadályozni, hogy ez a szó zsarnokságára és a dallamtalan párbeszédekre épülő rendszer a halál magvaival ne hintse tele az egészet.”
Önéletírásában (Aus meinem Leben, amit már tulajdonképpen visszavonulása után, idős korában írta) erősen tiltakozott a konzervativizmus vádja ellen, de mégis hangsúlyozta, hogy számára az igazi értéket a fiatalsága nagy német zenéje jelentette. Kritikusi munkássága a 19. századi átlagpolgár zenei ízlését tükrözi, de nem lehet elvitatni tőle, hogy írásaiban, véleménye kialakításában általában tárgyilagosságra, alapos elemzésekre törekedett. Hanslick számít a zenekritika első nagy hatású személyiségének.

## Művei
- Vom Musikalisch-Schönen. Lipcse, 1876 5.:javított kiadás (Online)
- Die moderne Oper. Berlin, 1880, 4.:változatlan kiadás (Online)
- Musikalischen Stationen, 1880
- Aus dem Operleben der Gegenwart, 1884
- Suite. Aufsätze über Musik und Musiker. Bécs, 1884
- Musikal. Skizzenbuch, 1888
- Musikalisches und Literarisches, 1889
- Aus dem Tagebuche eines Musikers, 1892
- Fünf Jahre Musik, 1896
- Ende des Jahrhunderts, 1899
- Aus neuer und neuester Zeit, 1900
- Geschichte des Konzertwesens in Wien (1. kötet 1869 Online), (2. kötet 1870 Online)
- Aus meinem Leben. Berlin, 1894

## Magyarul
- A zenei szép. Javaslat a zene esztétikájának újragondolására; ford., jegyz., utószó Csobó Péter György; Typotex, Bp., 2007 (Claves ad musicam)

## Fordítás
- Ez a szócikk részben vagy egészben  az   Eduard Hanslick című angol Wikipédia-szócikk ezen változatának fordításán alapul.  Az eredeti cikk szerkesztőit annak laptörténete sorolja fel. Ez a jelzés csupán a megfogalmazás eredetét és a szerzői jogokat jelzi, nem szolgál a cikkben szereplő információk forrásmegjelöléseként.